# Irlande au Concours Eurovision de la chanson 1971
L'Irlande a participé au Concours Eurovision de la chanson 1971 le 3 avril à Dublin, en Irlande. C'est la 7e participation de l'Irlande au Concours Eurovision de la chanson.
Le pays est représenté par la chanteuse Angela Farrell et la chanson One Day Love, sélectionnées au moyen d'une finale nationale organisée par la Raidió Teilifís Éireann (RTÉ).

## Sélection

### Irish Final 1971
Le radiodiffuseur irlandais Raidió Teilifís Éireann (RTÉ, « Radio-télévision irlandaise ») organise une finale nationale, pour sélectionner l'artiste et la chanson représentant l'Irlande au Concours Eurovision de la chanson 1971.
La sélection nationale, présentée par Mike Murphy, a lieu le 28 février 1971 aux studios RTÉ à Dublin.
Huit chansons ont participé à la finale nationale. Les chansons sont interprétées en anglais et en irlandais, les deux langues officielles de l'Irlande.
Un participant ira représenter l'Irlande à l'Eurovision à une édition future : Red Hurley (en) (1976).

#### Finale
| Ordre | Artiste          | Chanson            | Langue    | Traduction                     | Points | Place |
| ----- | ---------------- | ------------------ | --------- | ------------------------------ | ------ | ----- |
| 1     | Red Hurley (en)  | Going Away         | Anglais   | Partir                         | 12     | 2     |
| 2     | Maureen Miller   | Éist liom          | Irlandais | Écoute-moi                     | 4      | 5     |
| 3     | Danny Doyle (en) | Words              | Anglais   | Mots                           | 8      | 4     |
| 4     | The Coterie      | Tic-tac-a-toc      | Anglais   | –                              | 9      | 3     |
| 5     | Des Smy          | The Sad Sound      | Anglais   | Le son triste                  | 3      | 7     |
| 6     | Sonny Knowles    | An fhaid a mhairim | Irlandais | Aussi longtemps que je vivrais | 0      | 8     |
| 7     | Angela Farrell   | One Day Love       | Anglais   | Amour d'un jour                | 20     | 1     |
| 8     | Brian Byrne      | An sean seanchaí   | Irlandais | Le vieux conteur               | 4      | 5     |

Lors de cette sélection, c'est la chanson One Day Love, interprétée par la chanteuse Angela Farrell, qui fut choisie,. Le chef d'orchestre sélectionné pour l'Irlande à l'Eurovision 1971 est Noel Kelehan.

## À l'Eurovision
Chaque pays a un jury de deux personnes. Chaque juré attribue entre 1 et 5 points à chaque chanson.

### Points attribués par l'Irlande
| 9 points | Espagne Monaco                                   |
| 7 points | Norvège Royaume-Uni                              |
| 6 points | Autriche Finlande France Italie                  |
| 5 points | Allemagne Luxembourg Pays-Bas Suisse Yougoslavie |
| 4 points | Belgique Malte                                   |
| 3 points | Portugal Suède                                   |

### Points attribués à l'Irlande
| 10 points                          | 9 points                                    | 8 points            | 7 points             | 6 points                                |
| ---------------------------------- | ------------------------------------------- | ------------------- | -------------------- | --------------------------------------- |
|                                    |                                             |                     | - Autriche - France  | - Italie - Malte - Monaco - Royaume-Uni |
| 5 points                           | 4 points                                    | 3 points            | 2 points             |                                         |
| - Espagne - Pays-Bas - Yougoslavie | - Allemagne - Finlande - Norvège - Portugal | - Belgique - Suisse | - Luxembourg - Suède |                                         |

Angela Farrell interprète One Day Love en 13e position lors de la soirée du concours, suivant la Suède et précédant les Pays-Bas.
Au terme du vote final, l'Irlande termine 11e sur les 18 pays participants, ayant reçu 79 points au total,.